# Luís Eduardo Magalhães
Luís Eduardo Maron Magalhães GCIH • ComMM (Salvador, 16 de março de 1955 — Brasília, 21 de abril de 1998) foi um advogado e político brasileiro filiado ao PFL. Foi Presidente da Câmara dos Deputados do Brasil. Pela Bahia, foi Deputado Federal durante três mandatos e Presidente da Assembleia Legislativa.
Filho do ex-governador da Bahia e ex-senador pelo estado, Antônio Carlos Magalhães, era considerado o provável sucessor de seu pai no meio político. Foi deputado estadual de 1979 a 1987 e deputado federal de 1987 até sua morte, sendo presidente da Câmara dos Deputados durante o biênio de 1995 a 1997. Estava em pré-campanha ao governo da Bahia pelo PFL em 1998. Entretanto, morreu de infarto fulminante aos 43 anos.
Logo após a sua morte, o então distrito de Mimoso do Oeste foi rebatizado em sua homenagem.

## Biografia

### Vida pessoal e educação
Filho de Antônio Carlos Magalhães e Arlette Maron de Magalhães. Era neto do político Francisco Peixoto de Magalhães Neto, irmão de Antônio Carlos Magalhães Júnior e tio do político ACM Neto, além de ser descendente de Libaneses por parte de mãe, sendo a família Maron uma das primeiras famílias libanesas a estabelecer-se no sul da Bahia, mais precisamente na cidade de Itabuna. Casado com Michelle Marie Magalhães, deixou três filhos adolescentes. Formado em direito pela Universidade Federal da Bahia, nunca exerceu a advocacia, e nos seus últimos anos de vida estava estudando as teses de Max Weber, o sociólogo alemão ídolo de Fernando Henrique Cardoso.

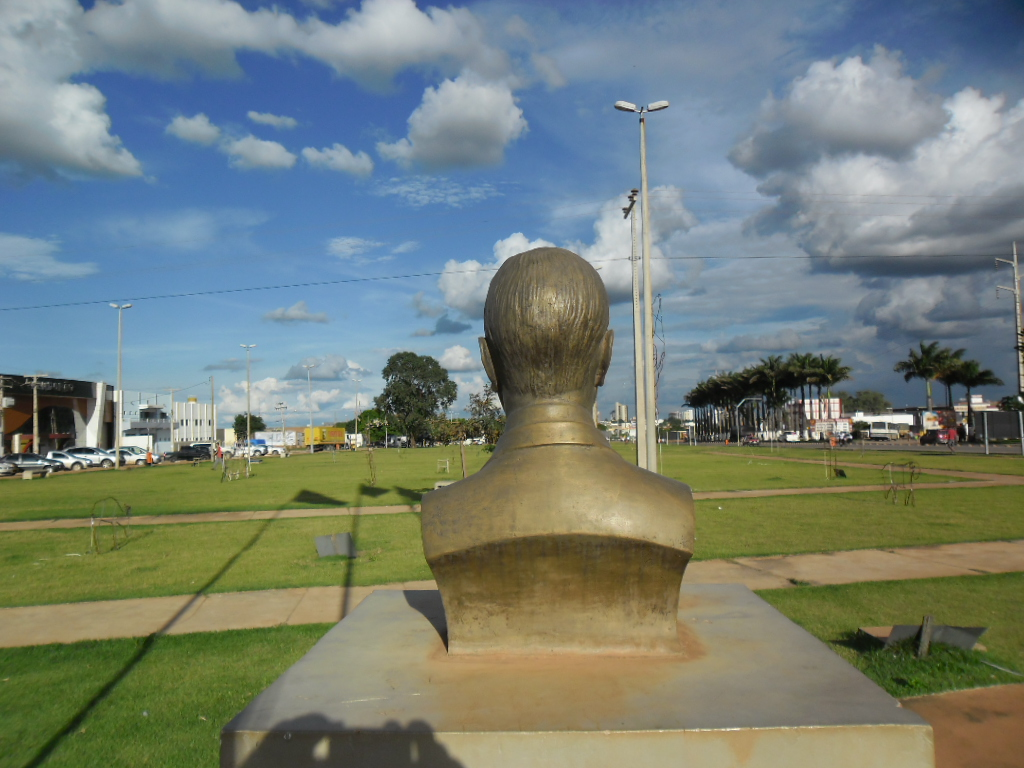
Busto na cidade homônima na Bahia.

Possuía gosto pela música, literatura e era considerado um cinéfilo, passando domingos inteiros assistindo "pilhas" de filmes na sua casa em Brasília. Na música, considerava Tom Jobim "o maior", mas sem deixar de lado cantores como Tony Bennett e Frank Sinatra. Na literatura, o escritor Jorge Amado era nas suas palavras "o imbatível embaixador da Bahia", seguido de João Ubaldo Ribeiro descrito como "simplesmente brilhante".

### Trajetória política
Com 18 anos de idade, iniciou sua vida pública como Oficial de Gabinete do Governador do Estado da Bahia, em 1973, quando seu pai fora governador pela primeira vez. Dois anos mais tarde se tornaria Chefe de Gabinete do Primeiro-Secretário da Assembleia Legislativa da Bahia, permanecendo até sair candidato a deputado estadual com apenas 23 anos e posteriormente vencendo a disputa em 1979.

#### Deputado Estadual
Foi deputado estadual por dois mandatos consecutivos onde ficaria até 1987, e por lá sendo eleito Presidente da Assembleia Legislativa da Bahia. Saindo apenas quando eleito deputado federal.

#### Deputado Federal
Foi um grande articulador político, principalmente no governo de FHC. Defendeu o então presidente Fernando Collor de Mello até o momento que parecia inevitável sua cassação.
| “ | Transforma-se este plenário em tribunal de acusação. Acato as decisões da Justiça, acato as decisões da maioria, mas devo registrar, neste instante, meu protesto (...) Votarei contra o impedimento do presidente da República. Sou responsável pelos meus atos. | ” |

O líder achava que Collor merecia tempo necessário para "completo esclarecimento da verdade", pois entendia que o presidente era vítima não só de seus erros, mas também de seus acertos, entre os quais citou a política de modernização da economia e a diminuição das alíquotas de importação.
Foi um importante elo de aproximação de Antônio Carlos Magalhães com Fernando Henrique Cardoso, tendo seu pai exercido forte influência para que ele concorresse a vice-presidente, porém ele preferiu continuar como deputado para posteriormente se eleger presidente da Câmara. Em seu último mandato, foi o deputado federal mais votado na Bahia, com mais de 138 mil votos. 
Quando deputado federal criticou vorazmente a Constituição brasileira a qual chamava de "desestruturada", "demagógica" e "extravagante".
Em 1993, como deputado federal, Magalhães foi admitido pelo presidente Itamar Franco à Ordem do Mérito Militar no grau de Comendador especial. Admitido à Ordem do Infante D. Henrique em 1997 no grau de Grande-Oficial pelo presidente Jorge Sampaio de Portugal, Magalhães foi promovido ao último grau, a Grã-Cruz, em 2000.

#### Presidência na Câmara dos Deputados
Conduziu a aprovação de mais de cinquenta leis e catorze emendas constitucionais propostas pelo governo. Comandou a quebra do monopólio do petróleo, aprovou o novo conceito de empresa nacional, acabou com as restrições ao capital estrangeiro e foi peça decisiva para a aprovação da emenda da reeleição, seu último ato como presidente da Casa. Chegou até mesmo a ser classificado por adversários políticos mais maliciosos como o presidente da Câmara mais subserviente ao Palácio do Planalto desde os governos militares.
| “ | Luís Eduardo não era pau-mandado. Ele estava construindo um projeto liberal no qual acreditava desde a Constituinte | ” |

Ele decidiu romper com a prática de reunir o chamado "colégio de líderes", em que as decisões eram tomadas por um consenso de cúpula que reunia governo e oposição. Buscando agilizar as votações e, sabendo que a maioria dos deputados era favorável às reformas, passou a colocar os projetos e as emendas diretamente no plenário. 
Assumiu o posto de Presidente da República do Brasil, como substituto constitucional, em 17 de outubro de 1995, e de 5 a 8 de novembro de 1995. Após a sua morte e o consequente vácuo político deixado, Jorge Bornhausen, então presidente do PFL, articulou-se intensamente para dar evidência aos seus correligionários catarinenses face ao enfraquecimento da ala baiana do partido.

#### Potencial candidatura ao governo da Bahia
Após conversas reservadas com FHC, Luís Eduardo Magalhães cede às pressões feitas pelo pai que temia deixar o governo estadual sem um Magalhães por muito tempo, para sair candidato a governador, mesmo mostrando clara preferência ao Senado. Antônio Carlos esperava a resposta do filho em almoço em Brasília, onde sempre cumpriam a mesma rotina quando estavam próximos. Luís Eduardo pronunciou a senha: "Bahia". Era tudo que o pai queria escutar. A candidatura já alçava grandes voos. Entretanto, sua surpreendente e súbita morte naufraga os planos do pai e também do partido que sonhava em ter um candidato ao Planalto futuramente e Luís Eduardo Magalhães parecia ser a melhor opção até então.

## Postura política
Defensor da livre iniciativa e da abertura econômica do capital estrangeiro, discípulo e admirador do ex-ministro Roberto Campos, Luís Eduardo não tinha nenhuma dificuldade para transitar pela esquerda do Congresso. Em 1984, Luís Eduardo era filiado ao PDS, presidia a Assembléia da Bahia e, quando soube que militantes do PCdoB baiano haviam sido presos, foi à delegacia para protestar contra a arbitrariedade. Apesar de sua firme postura no Congresso, como na cassação de Sérgio Naya, o destruidor do Palace II, não se interessava pela política estadual e só percorria o interior baiano na época de eleições, diferentemente do pai.
| “ | Ele era sério. Quando fechava um acordo, não havia dúvida: ele cumpria | ” |

Luís Eduardo tornou-se um articulador eficiente pelo gosto, lábia e habilidade. Tinha paciência para negociar, conhecia pelo nome cada deputado, não tinha reservas para receber em seu gabinete o chamado baixo clero.

## Interesses pessoais
De acordo com Fernando Barros (publicitário que o acompanhou desde sua primeira eleição), era um cinéfilo inveterado. Fumante de três maços por dia, gostava de uma boa mesa e bebia com prazer. Hipertenso, amigo do copo e de carne vermelha, passou a cuidar da saúde próximo ao fim da vida: ele estava diminuindo o cigarro, medicava-se contra a hipertensão, adotara o vinho tinto no lugar dos destilados por ordem médica, emagrecera 10 quilos nos últimos tempos e sempre fazia caminhadas, como na manhã de 21 de abril de 1998, uma terça-feira.

## Morte
Não atendendo a um conselho médico de fazer um exame que radiografa o coração, sofreu um infarto. Já na UTI do hospital, o exame foi feito. Tinha quatro lesões na coronária direita e seis no lado esquerdo, e não uma lesão nas coronárias como era suspeitado. Às 20h do dia 21 de abril de 1998, Luís Eduardo Maron de Magalhães estava morto. Na quarta-feira, 22 de abril de 1998, o corpo de Luís Eduardo foi enterrado, em Salvador, depois de ser velado no Congresso na noite anterior. No ano 2000 um distrito baiano (próximo a Barreiras), conhecido antes pelo nome de Mimoso, ao ser emancipado recebeu o nome de Luís Eduardo Magalhães. Eduardo era um fumante inveterado.